# Зардахач
Зардахач (азерб. Zardaxaç) — село у Кельбаджарському районі Азербайджану. Село розташоване над лівим берегом річки Трту, між селами Атерк та Ґетаван, приблизно за 40 км на захід від Мартакерта. На захід від села розташоване село Чапар, а на півночі Мравський хребет.

## Пам'ятки
В селі розташований цвинтар 18-19 ст. та джерело 19 ст.